# حسگر اکسیژن

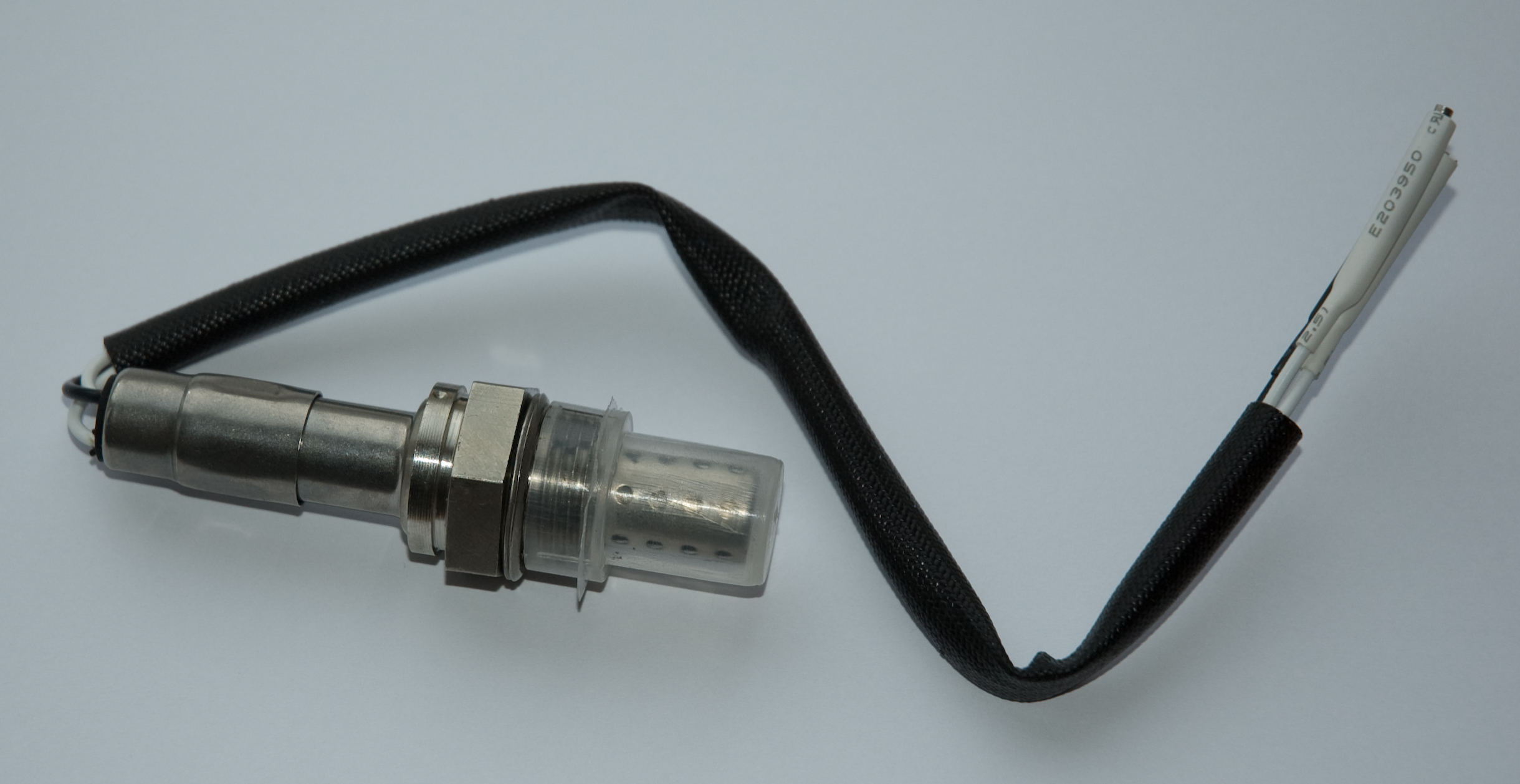
یک سنسور اکسیزن سه سیم مخصوص خودرو ولو ۲۴۰ و خودروهای مشابه

حسگر اکسیژن یا سنسور لامبدا یک قطعه الکترونیکی است که نسبت اکسیژن موجود در یک گاز یا مایع را اندازه‌گیری می‌کند. این نسبت به نام نسبت لامبدا خوانده می‌شود. در موتور احتراق داخلی این سنسور نسبت اکسیژن موجود در گازهای خروجی از اگزوز را اندازه‌گیری می‌کند. مقادیر حاصل برای مدیریت موتور در سیستم‌های سوخت رسانی انژکتوری و کنترل آلاینده‌های حاصل از احتراق می‌رود. در واقع این حسگر میزان غنی یا رقیق بودن نسبت سوخت به هوای ارسال شده به موتور را اندازه‌گیری می‌کند. با استفاده از داده حسگر یک سیستم کنترلی فیدبک حلقه بسته مقدار سوخت ارسال شده به موتور را تصحیح می‌کند. این سنسور توسط شرکت بوش ابداع گردید و در دهه ۱۹۶۰ توسعه یافت.

## ساختمان و عملکرد

نمایش شماتیک سنسور اکسیژن از جنس دی‌اکسید زیرکنیوم

جزء اصلی حس‌کننده این حسگر قطعه‌ای لوله‌ای شکل از جنس سرامیک زیرکونیا می‌باشد که توسط لایه‌ای نازک از پلاتین روکش شده‌است. این حسگر بر اساس پیل سوختی الکتروشیمیایی کار می‌کند و دارای یک طرف مبنا که در مجاورت با هوای اتمسفر قرار دارد و طرف دیگر در مجاورت گازهای اگزوز قرار می‌گیرد. دو الکترود آن یک ولتاژ متناسب با مقدار نسبت اکسیژن اگزوز به هوای آزاد ارسال می‌کند. هنگامی که مخلوط سوخت و هوا در حد استکیومتری است ولتاژ مبنا ۴۵۰mV تولید می‌شود وقتی سوخت رقیق است ولتاژ تا ۲۰۰mV کاهش می‌یابد. وقتی سوخت غنی است ولتاژ تا ۸۰۰mV افزایش پیدا می‌کند. ولتاژ تولید شده حسگر غیر خطی است و نکته مهم مقدار ثابت زمانی حسگر برای سرعت پاسخ واحد کنترل الکترونیکی برای تصحیح سوخت است.

A planar wideband zirconia sensor (schematic picture)

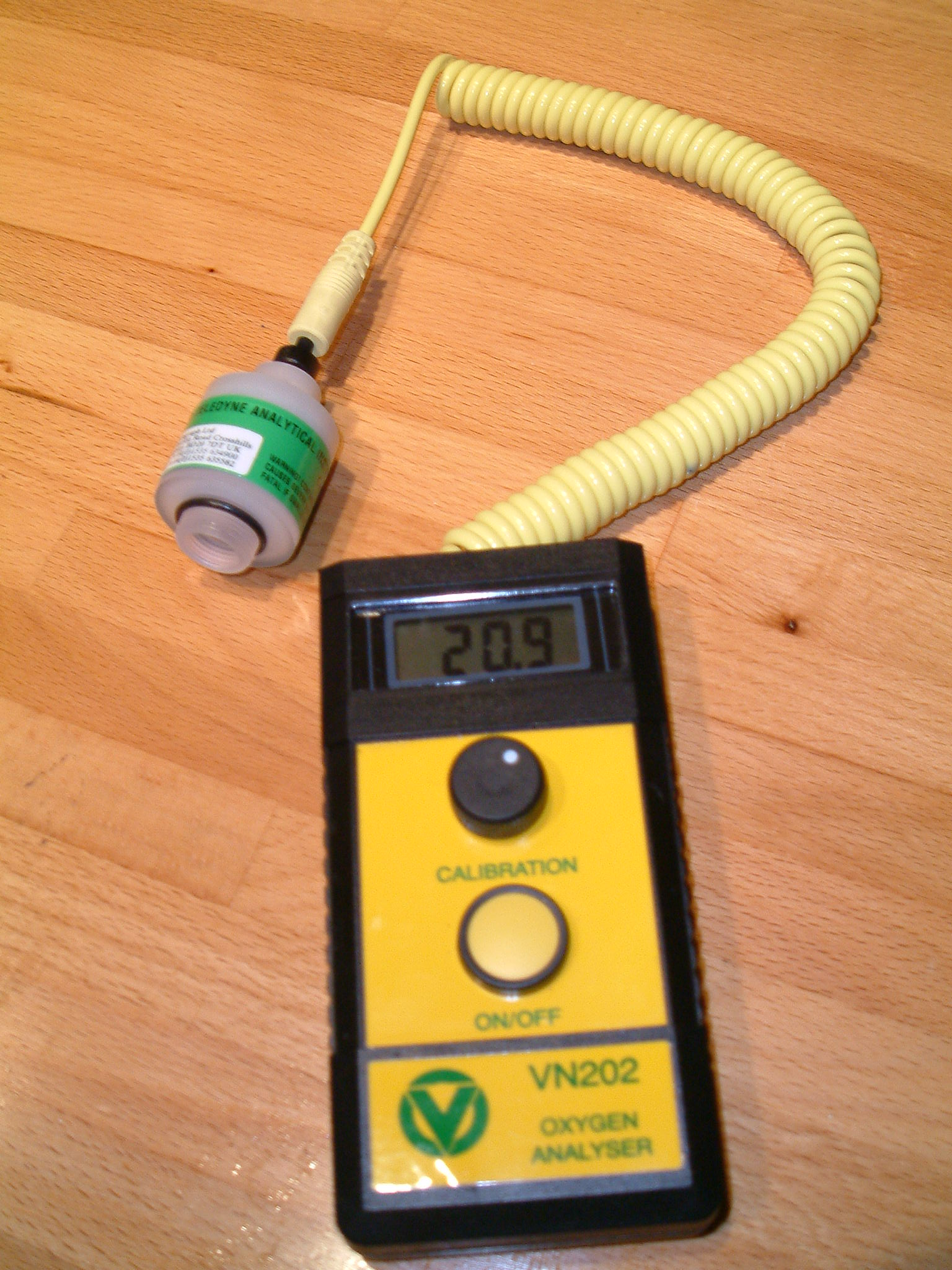
یک دستگاه تحلیل گر اکسیژن گازهای تنفسی غواصی

روی اگزوز در مسیر گازهای خروجی اگزوز قرار دارد. در بعضی از خودروهای جدید دو عدد سنسور اکسیژن وجود دارد، یکی بعد از مانیفولد دود، قبل از مخزن کاتالیست و دیگری بعد از مخزن کاتالیست قرار دارد.

## آسیب‌پذیریسنسور
آلودگی بیش از حد گازهای خروجی از موتور و وجود بخار آب و گاز بلو بای و ضربهٔ مکانیکی منجر به آسیب‌دیدگی و عدم عملکرد صحیح حسگر اکسیژن می‌شود.

## عمر سنسور
هنگامی که عمر سنسور(سنسور اکسیژن) در حال اتمام باشد، عکس‌العمل آن نسبت به تغییرات همچون گذشته سریع نخواهد بود. و این موضوع منجر به اختلال در عملکرد سیستم‌هایی همچون موتور احتراق داخلی ،افزایش چشمگیر مصرف سوخت ،خام سوزی سوخت و در نتیجه بیرون آمدن  دود از خروجی اگزوز ،خرابی و کثیف شدن شمع ها ،انسداد مسیر کاتالیزور اگزوز و دراصطلاح خفه کار کردن موتور

## کاربردهای علمی
در چند سال گذشته از سنسور اکسیژن در سیستم های گرمایشی خانگی با سوخت گاز از این سنسور استفاده شده تا در صورت انسداد مسیر دود کش وکمبود اکسیژن دستگاه را خاموش کند .